# Почерняваща гълъбка
Почерняващата гълъбка, наричана също чернееща гълъбка или черна гълъбка (Russula nigricans), е вид ядлива базидиева гъба от семейство Russulaceae.

## Описание
Шапката достига до 20 cm в диаметър. В ранна възраст е дъговидна, а в напреднала възраст става дълбоко вдлъбната, твърда, трошлива. В началото е белезникава, а впоследствие светлокафява, тъмнокафява до черна. Пънчето е цилиндрично или бухалковидно, твърдо, трошливо. Като младо е бяло или белезникаво, а по-късно тъмнобежово, кафеникаво до почти черно. Месото е твърдо, но трошливо, на цвят бяло, като при излагане на въздух почервенява, посивява или почернява. Има леко остър вкус и плодов аромат. Въпреки че е ядлива гъба, тя няма особени вкусови качества, поради което рядко се събира за храна.

## Местообитание
Среща се сравнително често през юни – октомври, като обикновено расте поединично в широколистни и смесени гори.